# Eleição municipal de Mauá em 2012
A eleição municipal de Mauá em 2012 aconteceu em 7 de outubro de 2012 e 28 de outubro de 2012 ( segundo turno) para eleger um prefeito, um vice-prefeito e 23 vereadores no município de Mauá, no Estado de São Paulo, no Brasil. O prefeito eleito foi Donisete Braga , do PT, com 120.115 votos, o que corresponde a 57,14% dos votos válidos, sendo vitorioso no segundo turno (que ocorreu no dia 28 de outubro) em disputa com Vanessa Damo (PMDB) que obteve 90.098 votos (42,86%). O vice-prefeito eleito, na chapa de Braga, foi Helcio Silva (PT).
O pleito em Mauá foi parte das eleições municipais nas unidades federativas do Brasil. Mauá foi um dos 566 municípios vencidos pelo PT; no Brasil, há 5.568 cidades.
A disputa para as 17 vagas na Câmara Municipal de Mauá envolveu a participação de 1181 candidatos. O candidato mais bem votado foi o debutante Marcelo Oliveira, que obteve 4.334 votos (1,96% dos votos válidos).

## Antecedentes
Na eleição municipal de 2008, Oswaldo Dias (PT), derrotou o candidato do PSB, Chiquinho do Zaira no segundo turno com 117.337 (55%) dos votos válidos e volta a prefeitura. Enquanto Zaira obteve 93.382 (44%) dos votos. Dias foi prefeito do município por dois mandatos seguidos, de 1997 a 2004.
Durante a campanha, o petista apoiou-se bastante na época em que ocupou o cargo majoritário da cidade. Oswaldo também contou com a popularidade do presidente Lula, que participou de comícios com Dias. Além do senador Eduardo Suplicy (PT) e do deputado federal José Genoino.

## Eleitorado
Na eleição de 2012, estiveram aptos a votar 242.341 mauaense, o que correspondia a 58,10% da população da cidade.

## Candidatos
| N° | Prefeito     | Prefeito                                       | Prefeito | Prefeito                                                                                               | Vice-prefeito (a) | Vice-prefeito (a) | Vice-prefeito (a)                                               | Vice-prefeito (a) | Vice-prefeito (a) | Coligação Partido(s)                             | Ref.              |
| N° | Candidato(a) | Candidato(a)                                   | Partido  | Cargos relevantes                                                                                      | Candidato(a)      | Candidato(a)      | Candidato(a)                                                    | Partido           | Cargos relevantes | Coligação Partido(s)                             | Ref.              |
| -- | ------------ | ---------------------------------------------- | -------- | --- | ----------------- | ----------------- | --------------------------------------------------------------- | ----------------- | ----------------- | ------------------------------------------------ | ----------------- |
| 13 |              | Donisete Braga Donisete Pereira Braga          | PT       | - Vereador de Mauá (1993-1996, 1997-1998) - Deputado Estadual por São Paulo (1999-2012)                |                   |                   | Helcio Silva Helcio Antonio da Silva                            | PT                |                   | Sim! Somos Mais Mauá (PT, PSB, PPL, PTC, PCdoB)  |                   |
| 14 |              | Irmão Ozelito Ozelito José Benedito            | PTB      | |                   |                   | Renato Da Uniserv Renato Martins de Abreu                       | PMN               |                   | Um Novo Olhar Para Mauá (PTB, PMN, PTdoB)        | [ 3 ]             |
| 15 |              | Vanessa Damo Vanessa Damo Orosco               | PMDB     | - Vereadora de Mauá (2005-2006) - Deputada Estadual por São Paulo (2007-2012)                          |                   |                   | Dr.Pierro Alberto Sérgio Canguçú Pierro                         | PDT               |                   | Mudança Pra Valer (PMDB, PDT, DEM, PSL, PRB, PP) |                   |
| 22 |              | Diniz Lopes Diniz Lopes dos Santos             | PR       | - Vereador de Mauá (2001-2008) - 14.º Prefeito de Mauá (2005) - Deputado Estadual por São Paulo (2011) |                   |                   | Zé Walter José Valter Cândido                                   | PR                |                   | Sem Coligação                                    |                   |
| 23 |              | Atila Jacomussi Atila Cesar Monteiro Jacomussi | PPS      | - Vereador de Mauá (2005-2012)                                                                         |                   |                   | Pastora Genilda Genilda Maria Simões da Silva Ribeiro           | PSC               |                   | Mauá De Cara Nova (PPS, PSC, PRP, PTN)           |                   |
| 43 |              | Paulo Bio Paulo Soares Bio                     | PV       | - Vereador de Mauá (1995-2008) - Secretário Municipal de Desenvolvimento Econômico de Mauá (2007)      |                   |                   | Paula Rodrigues Paula Rodrigues Barbosa Raimundo                | PV                |                   | Sem Coligação                                    | [ 4 ] [ 5 ] [ 6 ] |
| 45 |              | Edimar da Reciclagem Adimar José Silva         | PSDB     | |                   |                   | José Jaime Zaccarelli Salgeuiro José Jaime Zaccarelli Salgueiro | PSDB              |                   | Novidade de Verdade (PSDB, PSDC, PHS)            |                   |
| 50 |              | Prof. José Silva José Silva de Souza           | PSOL     | |                   |                   | André Sapanos José Sapanos de Carvalho                          | PSOL              |                   | Sem Coligação                                    | [ 7 ]             |

## Campanha
As principais críticas que Braga fez ao longo da campanha foi direcionada ao grupo político que pertence a sua principal adversária, Vanessa. De acordo com ele, trata-se de um grupo que prejudicou muito o crescimento da cidade, principalmente na saúde e no desenvolvimento econômico. Donisete Braga lembrou em diferentes oportunidades a gestão de Leonel Damo (2005-2008), pai de Vanessa, que, segundo ele, deixou restos a pagar da ordem de R$ 230 milhões.
Em sua campanha o candidato afirmou que sua marca é “incrementar o desenvolvimento econômico sustentado, com geração de emprego, renda, justiça e inclusão social.” Braga destaca que foi líder do movimento que resultou na proibição da cobrança pela emissão e registro do diploma de faculdade e agora, essa medida vale nacionalmente.
Dentre as propostas de campanha, Braga previu a implantação de monitoramento eletrônico nas principais avenidas da cidade, em parceria com o governo federal, para ampliar a segurança, além do incentivo à ação integrada entre a Polícia Militar, a Civil e a Guarda Municipal. Em relação ao transporte Braga previu a implantação do Bilhete Único em Mauá.
Em seu discurso de vitória Braga prometeu: "Em Mauá você nunca pode subestimar os eleitores. Fizemos uma campanha com transparência e humildade, e o resultado está aí. Vou ser prefeito de todos, de quem votou e de quem não votou [em mim]"

### Pesquisas
Em pesquisa do DGABC, divulgada 18 de outubro de 2012 Donisete Braga apareceu com 41,5% das intenções de voto. Vanessa Damo apareceu com 39,7% das intenções de voto. O DGABC divulgou resultados de nova pesquisa, em 27 de outubro de 2012 e Donisete aparecia com 41,4% das intenções de voto e Vanessa Damo aparecia com 40,5%.
| Data de divulgação    | Instituto | Número de registro no TRE | Contratante     | Entrevistados | Margem de erro | Candidato           | Candidato           | Não sabe/ Não respondeu | Brancos e nulos |
| Data de divulgação    | Instituto | Número de registro no TRE | Contratante     | Entrevistados | Margem de erro | Donisete Braga (PT) | Vanessa Damo (PMDB) | Não sabe/ Não respondeu | Brancos e nulos |
| --------------------- | --------- | ------------------------- | --------------- | ------------- | -------------- | ------------------- | ------------------- | ----------------------- | --------------- |
| 18 de outubro de 2012 | DGABC     | SP-01863/2012.            | DGABC Pesquisas | 1.070         | ± 5%           | 41,5%               | 39,7%               | 9,1%                    | 9,7%            |
| 27 de outubro de 2012 | DGABC     | SP-01924/2012.            | DGABC Pesquisas | 2.400         | ± 5%           | 41,4%               | 40,5%               | 8,6%                    | 9,5%.           |

## Resultados

### Prefeito
No dia 28 de  outubro, Donisete Braga foi eleito com 57,14% dos votos válidos.
| Candidato(a)           | Vice                   | 2ºTurno 28 de outubro de 2012 | 2ºTurno 28 de outubro de 2012 |
| Candidato(a)           | Vice                   | Votação                       | Votação                       |
|                        |                        | Total                         | Porcentagem                   |
| ---------------------- | ---------------------- | ----------------------------- | ----------------------------- |
| Donisete Braga (PT)    | Helcio Silva (PT)      | 120.115                       | 57,14%                        |
| Vanessa Damo (PMDB)    | Dr. Pierro (PDT)       | 90.098                        | 42,86%                        |
| Total de votos válidos | Total de votos válidos | 210.213                       | 86,74%                        |
| Votos em branco        | Votos em branco        | 11.751                        | 4,84%                         |
| Votos nulos            | Votos nulos            | 20.377                        | 8,40%                         |
| Total                  | Total                  | 242.341                       | 100%                          |
| Abstenções             | Abstenções             | 50.804                        | 13,26%                        |
| Votos apurados         | Votos apurados         | 242.341                       | 100%                          |
| Total de eleitores     | Total de eleitores     | 293.145                       | 100%                          |

### Vereador[10]
Dos vinte e três (23) vereadores eleitos, oito (8) eram em 2012 da base de Donisete Braga. Nenhum vereador foi reeleito; havia apenas uma mulher, a Dra. Sandra, dentre os vereadores eleitos em 2012. O vereador mais votado foi Marcelo Oliveira (PT), que teve 4.334 votos. O PT é o partido com o maior número de vereadores eleitos (8), seguido por PMDB, PDT, PTB, PSB, PSDC, PRP, DEM, PR e PRB.
| Resultado da eleição para a Câmara Municipal de Mauá em 2012 por candidato | Resultado da eleição para a Câmara Municipal de Mauá em 2012 por candidato | Resultado da eleição para a Câmara Municipal de Mauá em 2012 por candidato | Resultado da eleição para a Câmara Municipal de Mauá em 2012 por candidato | Resultado da eleição para a Câmara Municipal de Mauá em 2012 por candidato | Resultado da eleição para a Câmara Municipal de Mauá em 2012 por candidato |
| Candidato                                                                  | Número                                                                     | Partido                                                                    | Votos                                                                      | Porcentagem                                                                |                                                                            |
| -------------------------------------------------------------------------- | -------------------------------------------------------------------------- | -------------------------------------------------------------------------- | -------------------------------------------------------------------------- | -------------------------------------------------------------------------- | -------------------------------------------------------------------------- |
| Marcelo Oliveira                                                           | 13456                                                                      | PT                                                                         | 4.334                                                                      | 1,96%                                                                      |                                                                            |
| Dr. Cincinato                                                              | 12345                                                                      | PDT                                                                        | 4.224                                                                      | 1,91%                                                                      |                                                                            |
| Severino do Mstu                                                           | 12012                                                                      | PDT                                                                        | 4.209                                                                      | 1,91%                                                                      |                                                                            |
| Zé Luiz Cassimiro                                                          | 13321                                                                      | PT                                                                         | 3.947                                                                      | 1,79%                                                                      |                                                                            |
| Jair da Farmácia                                                           | 15666                                                                      | PMDB                                                                       | 3.462                                                                      | 1,57%                                                                      |                                                                            |
| Professor Betinho                                                          | 27000                                                                      | PSDC                                                                       | 3.383                                                                      | 1,53%                                                                      |                                                                            |
| Gil Miranda                                                                | 10123                                                                      | PRB                                                                        | 3.362                                                                      | 1,52%                                                                      |                                                                            |
| Admir Jacomussi                                                            | 44610                                                                      | PRP                                                                        | 3.318                                                                      | 1,50%                                                                      |                                                                            |
| Rogerio Santana                                                            | 13611                                                                      | PT                                                                         | 3.231                                                                      | 1,46%                                                                      |                                                                            |
| Eugenio Rufino                                                             | 14123                                                                      | PTB                                                                        | 3.212                                                                      | 1,46%                                                                      |                                                                            |
| Paulo Suares                                                               | 13030                                                                      | PT                                                                         | 3.192                                                                      | 1,45%                                                                      |                                                                            |
| Melão                                                                      | 12501                                                                      | PDT                                                                        | 3.000                                                                      | 1,36%                                                                      |                                                                            |
| Ivan                                                                       | 40625                                                                      | PSB                                                                        | 2.981                                                                      | 1,35%                                                                      |                                                                            |
| Manoel Lopes                                                               | 25662                                                                      | DEM                                                                        | 2.905                                                                      | 1,32%                                                                      |                                                                            |
| Rubinelli                                                                  | 13618                                                                      | PT                                                                         | 2.897                                                                      | 1,31%                                                                      |                                                                            |
| Betão                                                                      | 70789                                                                      | PT                                                                         | 2.650                                                                      | 1,20%                                                                      |                                                                            |
| Jotão                                                                      | 45678                                                                      | PT                                                                         | 2.457                                                                      | 1,11%                                                                      |                                                                            |
| Batoré                                                                     | 11111                                                                      | PP                                                                         | 2.072                                                                      | 0,92%                                                                      |                                                                            |
| Ricardinho da Enfermagem                                                   | 14040                                                                      | PTB                                                                        | 2.039                                                                      | 0,92%                                                                      |                                                                            |
| Chiquinho do Zaíra                                                         | 70123                                                                      | PT                                                                         | 1.964                                                                      | 0,89%                                                                      |                                                                            |
| Dra. Sandra                                                                | 15123                                                                      | PMDB                                                                       | 1.815                                                                      | 0,82%                                                                      |                                                                            |
| Edgard Grecco                                                              | 15624                                                                      | PMDB                                                                       | 1.721                                                                      | 0,78%                                                                      |                                                                            |
| Betinho da Dragões                                                         | 22022                                                                      | PR                                                                         | 1.664                                                                      | 0,75%                                                                      |                                                                            |

| Votos válidos   | Votos válidos   | 220.631 | 88,14% |
| Votos nulos     | Votos nulos     | 14.702  | 5,87%  |
| Votos em branco | Votos em branco | 149.81  | 5,98%  |
| Total           | Total           | 250.314 | 100%   |
| --------------- | --------------- | ------- | ------ |

## Análises
A vitória de Donisete Braga para a prefeitura ocorreu somente no segundo turno.No final do primeiro a diferença entre os candidatos era baixa, enquanto Donisete ficou em primeiro com 38,34% dos votos válidos, Vanessa Damo havia obtido 33,90%.
Em entrevista ao site G1, Donisete declarou: "Estou feliz e honrado, quero retribuir para Mauá tudo que a cidade me ofereceu". Ele também declarou que irá trabalhar bastante para fazer um bom governo.
O prefeito eleito falou sobre o que pretende fazer assim que assumir o posto."A primeira coisa vai ser começar a governar a cidade, dar sequência às obras do atual prefeito, Oswaldo Dias, fazer uma política afirmativa para a saúde, o que é fundamental, e o transporte coletivo. Vou implantar o bilhete único."; declarou ao G1.